# Herschel (cráter de Marte)
Herschel es un gigantesco cráter de impacto del planeta Marte situado al suroeste del cráter Gale, a  14.9° sur y 230.3º oeste. El impacto causó una depresión de 304,5 kilómetros de diámetro. El nombre fue aprobado en 1991 por la Unión Astronómica Internacional, en honor al astrónomo alemán William Herschel (1738 - 1822).

## Dunas de arena móviles

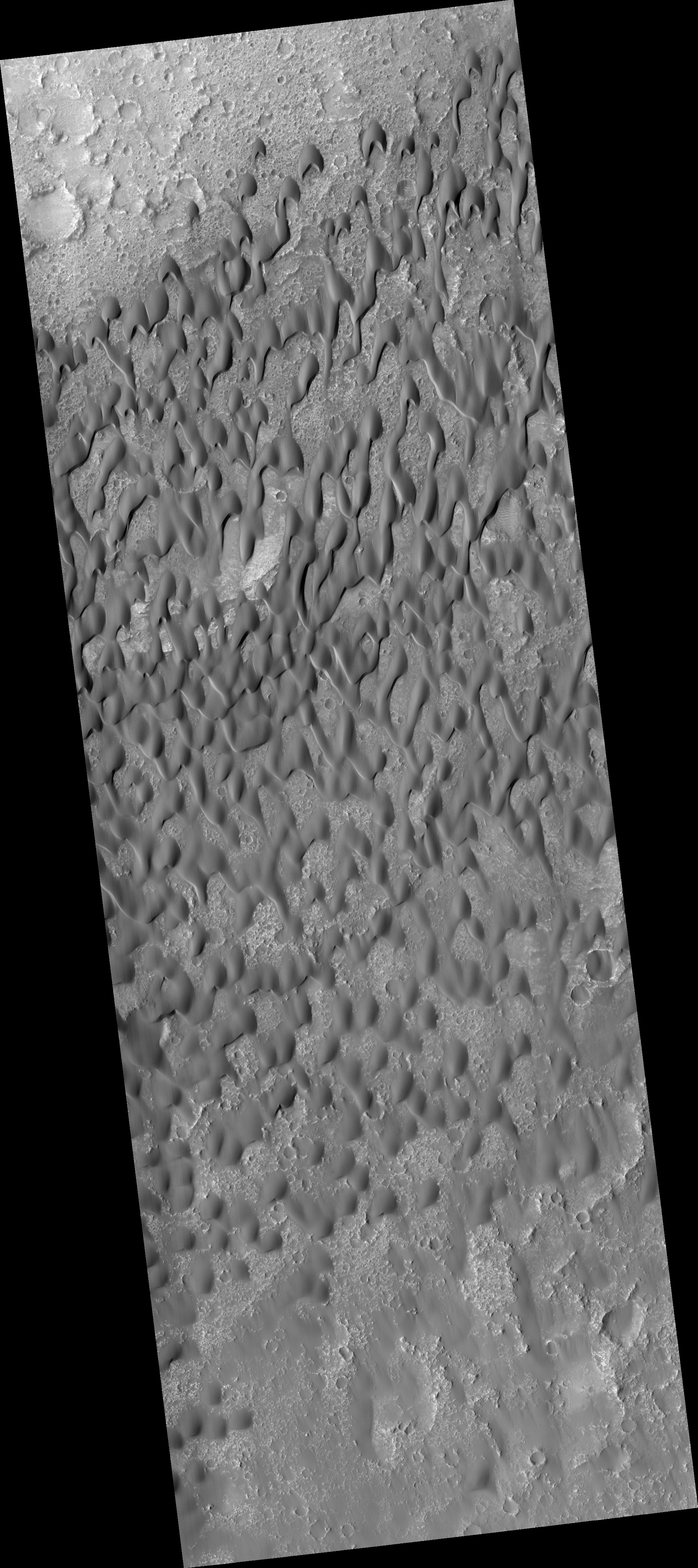
Dunas oscuras en el cráter Hershel.

Herschel (Imagen infrarroja THEMIS)

Las imágenes del Mars Global Surveyor mostraron que las dunas de arena en el fondo del cráter Herschel no permanecen estacionarias (como se creía anteriormente), sino que se desplazan con el tiempo. Las imágenes de las fotos tomadas por la cámara HiRISE del Mars Orbiter el 3 de marzo de 2007 y el 1 de diciembre de 2010 muestran un cambio claro de las dunas y ondulaciones del terreno.
Una investigación publicada en la revista Icarus afirmaba que las dunas del cráter Hershel se habían movido 0,8 m en un lapso de tiempo de 3,7 años terrestres. También se determinó que la ondulación de las dunas se movió 1,1 m en ese período de tiempo.